# Reby Sky
Rebecca Victoria Reyesová (* 6. srpna 1986), známější jako Reby Sky, je americká glamour modelka, radiová a televizní hvězda, fotografka, tanečnice a profesionální wrestlerka.

## Dětství
Reyesová se narodila ve Flushingu, jižní části Queensu. Je portorického původu. Má tři starší bratry a jednu starší sestru, Suzanne.

## Kariéra
Sky začala svou kariéru jako břišní tanečnice v Amira Mor International Entertainment Company, objevila se i v několika návodových DVD. V roce 2005 měla menší roli v Broadway muzikálu, Tajemství pouště. Poté začala vystupovat v mnoha divadlech v Queensu včetně Radio City Music Hall, kde vystupovala pro Ringo Starr.
Po své práci na pódiu se začala objevovat v různých pořadech a hudebních videoklipech jako Midnight Spike (Spike TV), Date Patrol (TLC-TV), Faking It (TLC-TV) a Más Maíz a v hudebním videu s N.O.R.E. a Fat Joem.
V červenci 2007 nafotila nahé snímky pro speciální vydání magazínu Playboy, The Girls of Montauk, nafotil ji Michael Dweck. V červenci 2010 se objevila ve vydání Playboy Cyber Club jako "Cyber holka týdne" a později byla jmenována "Cyber holkou měsíce" pro měsíc listopad 2010. Objevila se také v magazínu GQ, Esquire Magazine, Supermodels Unlimited a STUFF.
Sky udělala také rozhovor pro True Life: I'm a Sports Fanatic od MTV, který byl odvysílán 19. září 2009.

## Osobní život
Při svém vystoupení na The Howard Stern Show 18. listopadu 2008 odhalila, že je bisexuální a že měla dva roky trvající vztah se ženou.
Reyesová má v současné době[kdy?] romantický vztah s wrestlerem Mattem Hardym.

## Ve wrestlingu
ukončovací chvaty
- Sky Hard DDT (Tornado DDT)
- Twist of Fate (Cutter)
- Sky Dive (Diving crossbody)

jako manažerka
- Matt Hardy
- Johnny Gargano
- Austin Aries